# 粟山ひで
粟山 ひで（粟山 秀、もみやま ひで、1907年12月13日 - 1996年5月18日）は、日本の政治家。自由民主党衆議院議員（4期）。衆議院議員を務めた粟山博は義父、同じく衆議院議員を務めた粟山明は弟。

## 来歴

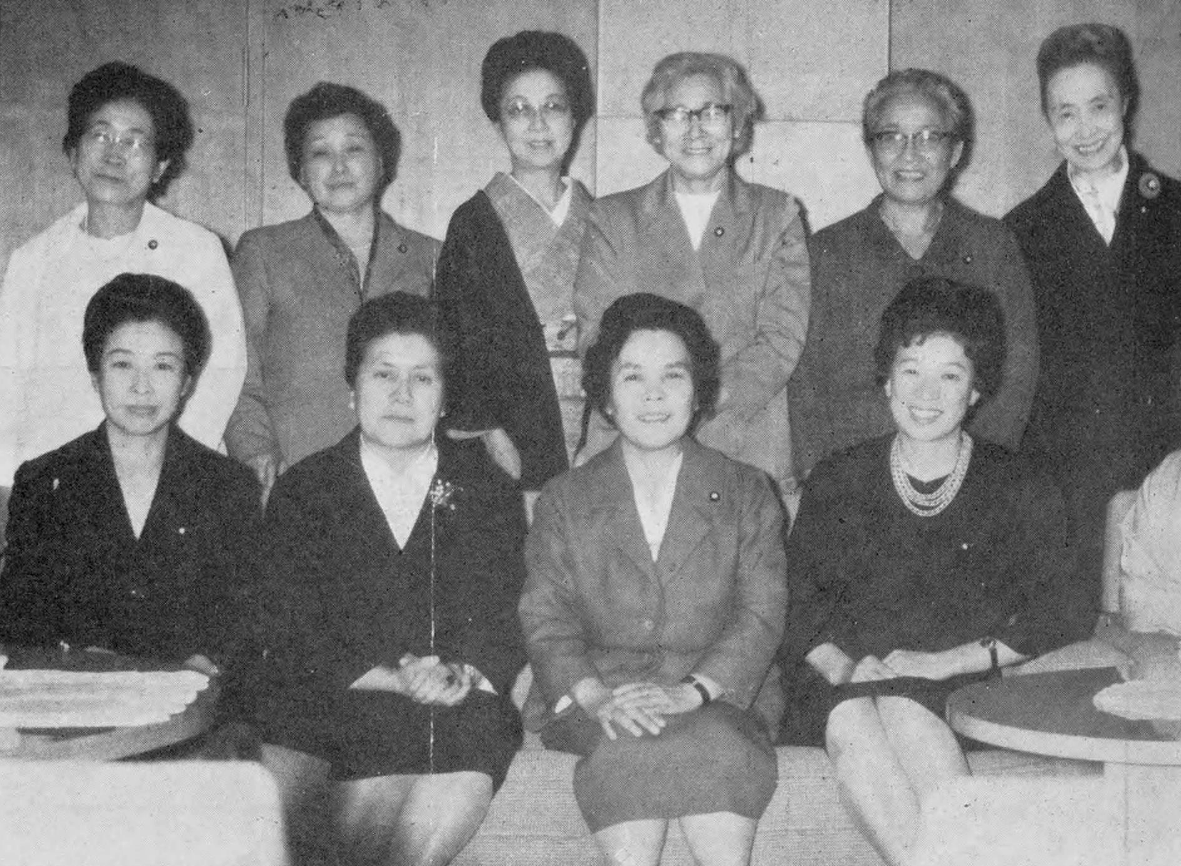
1963年12月11日、衆参婦人議員懇談会が参議院の議長公邸で開かれた。前列左から、粟山ひで、戸叶里子、本島百合子、山口シヅエ。後列左から、林塩、千葉千代世、中上川アキ、市川房枝、藤原道子、加藤シヅエ。

北海道空知郡歌志内町（現・歌志内市）出身。生家は内科医であった。10歳の時、伊達郡桑折町に移る。福島県立福島高等女学校（現:福島県立橘高等学校）卒業後、日本女子大学で学ぶ。その後は義父の粟山博の秘書を務める。1959年義父が死去。
翌1960年の第29回衆議院議員総選挙で福島1区から自民党公認で立候補するが、次点に終わる。次の1963年の第30回衆議院議員総選挙で立候補して初当選し、以来連続4期務める。この間厚生政務次官、科学技術政務次官、衆議院公職選挙法改正に関する調査特別委員長などを歴任し、党内では総務、婦人局長、全国組織委員会副委員長などを務めた。
1976年の第34回衆議院議員総選挙には立候補せず、地盤を弟の明に譲った。1978年4月の春の叙勲で勲二等に叙され、宝冠章を受章する。
1996年5月18日、死去。88歳没。同年6月9日、特旨を以て位記を追賜され、死没日付をもって正四位に叙された。